# Величкина, Вера Михайловна
Вера Михайловна Величкина (в замужестве Бонч-Бруевич; 8 [20] сентября 1868, Москва — 30 сентября 1918, Москва) — большевик, советский партийный деятель, писательница, переводчица

, врач, первая жена Владимира Бонч-Бруевича.

## Биография
Родилась 8 (20) сентября 1868 года в Москве в большой семье священника. Окончила Первую московскую женскую гимназию (1885) и с того же года была слушательницей педагогических курсов, которые потом оставила, продолжив дома усиленно заниматься естественными науками.
Во время голода 1891—1892 годов работала в Рязанской губернии по организации помощи голодающим в учреждениях, созданных Л. Н. Толстым. В этот период испытала на себе значительное влияние его идей, затем увлеклась учением народников Лаврова и Михайловского.
Во второй половине 1892 года отправилась в Швейцарию и начала учиться на медицинском факультете в Берне и Цюрихе. В Швейцарии тесно общалась с эмигрантскими группами разных направлений, занималась изучением русской революционной литературы. Связалась с «Фондом Вольной русской прессы» в Лондоне, в листках которого опубликовала материал об обстоятельствах ареста и смерти учителя Е. Н. Дрожжина и о преследовании духоборов.
Революционные связи Величкиной обратили на неё внимание полиции, и во время своего приезда в Москву летом 1894 года она находилась под негласным наблюдением, а в момент обратного отъезда была арестована на вокзале 3 октября. При обыске в ночь на 4 октября в доме Величкиных была отобрана нелегальная литература и задержана член подпольной организации «Народное право» М. Сыцянко-Ослопова, нелегально проживавшая у Величкиных. После этого Вера вместе с братом Николаем и сестрой Клавдией была привлечена по делу членов организации «Народное право» Флерова, М. Сыцянко-Ослоповой. Содержалась под стражей до 12 декабря 1894 года, после чего дело о ней было прекращено по соглашению министерства внутренних дел и юстиции на основании манифеста 14 ноября 1894 года.
После тюрьмы жила в Воронежской губернии (с поздней осени 1895 года до весны 1896 года), занималась фельдшерской практикой и культурно-просветительной работой среди крестьян. Периодически приезжала в Москву, где в течение 1895—1896 годов работала в социал-демократическом кружке Колокольникова, вместе со своим братом Николаем участвовала в гектографировании и мимеографировании нелегальной литературы. Во время работы в революционном кружке познакомилась с Владимиром Бонч-Бруевичем, вышла за него замуж.
В апреле 1896 года с Бонч-Бруевичем уехала в Швейцарию, где они стали представителями «Московского рабочего союза». Помогала работе группы «Освобождение труда». В 1896—1898 годах закончила своё медицинское образование в Бернском университете, получила специальность врача.
В 1899 — 1900 годах провела 13 месяцев в Канаде среди духоборцев, помогая им устроиться на новых местах и выполняя обязанности врача.
В Швейцарии занималась литературной работой для издательства «Посредник». В 1901 году организовала в Женеве демонстрацию против политики царизма перед русским консульством. Осенью 1901 года сделала попытку вернуться в Россию, но была арестована на границе 2 октября в Вержболово и сидела в тюрьме в Петербурге до января 1902 года по обвинению в организации в Женеве демонстрации, направленной против русского консульства.
После освобождения из тюрьмы в конце мая 1902 года снова отправилась в Женеву. Примкнула к социал-демократической организации «Жизнь», выступала за присоединение «Жизни» к линии «Искры». После роспуска группы «Жизнь» на съезде её членов в декабре 1902 году вступила в «Заграничную Лигу русской революционной социал-демократии». Во время раскола РСДРП на II съезде примкнула к большевикам. Стала членом Женевской группы большевиков.
Присутствовала на втором съезде «Заграничной Лиги» (1903), который покинула вместе с другими большевиками.
Была деятельным членом женевской группы большевиков; работала в экспедиции ЦК, организовывала транспортировку партийной литературы в Россию, но в середине 1904 года после соглашения ЦК с меньшевиками подписала с другими работниками экспедиции заявление с протестом против этой перемены курса его политики и отказалась от работы в экспедиции. Подписала тогда же декларацию 22-х большевиков.
Участвовала за границей в течение 1902—1905 годов в разных литературных предприятиях — в издании социал-демократического журнала для сектантов «Рассвет» (Женева, 1904), в котором она поместила под псевдонимом «В. Перовой» много статей как по вопросам текущей политики, так и исторических..
В 1905 году помогала работе редакции большевистских изданий «Вперед» и «Пролетария», переводила сочинения Маркса и Энгельса.
В преддверии революции 1905 года подготовила к печати сборник революционных песен и стихотворений «Перед рассветом», который вышел в конце 1905 года в Женеве в издательстве газеты «Искра».
В «дни свободы» вернулась в Россию — в Петербург, где была вскоре арестована на последнем заседании Совета рабочих депутатов, через несколько месяцев тюрьмы освобождена. В дальнейшем работала в качестве члена редакции большевистского издательства «Вперёд» вплоть до разгрома редакции властями.
Начиная с 1907 года вместе с Бонч-Бруевичем стояла во главе марксистского издательства «Жизнь и Знание» в Петербурге.
В годы реакции не порывала связи с партией, участвовала в работе думских социал-демократических фракций, сотрудничала в «Звезде» и «Правде», оказывала содействие товарищам, приезжавшим из-за границы, в частности по завязыванию сношений с рабочей средой. Вела среди рабочих большую работу как врач-общественник и как культпросветработник (рабочий клуб на Песках «Наука» и т. д.).
Ездила в Уфимскую губернию для организации продовольственной и медицинской помощи голодающим татарам и черемисам.
Во время Первой мировой войны работала полтора года врачом на фронте.
После Февральской революции состояла секретарём редакции «Известий» Петроградского Совета, до вынужденной отставки первого состава этой редакции и перехода её к оборонцам. Входила в редакционную коллегию журнала «Работница». Член бюро Рождественского райкома РСДРП(б).
В дни Октябрьской революции работала в Медицинско-санитарном отделе Петроградского ВРК. После переворота руководила организацией школьно-санитарного дела, возглавляя соответственный отдел при Наркомпросе (по её же инициативе и образованный), наряду с этим была одним из инициаторов создания Народного комиссариата здравоохранения и была назначена членом первой коллегии последнего. Ей принадлежит идея создания Московского института физической культуры.
Была одним из врачей, лечивших В. И. Ленина в качестве главы Советского правительства.
Вместе с мужем и всеми остальными членами Советского правительства переехала в Москву. Оказала Ленину первую помощь после покушения на его жизнь 30 августа 1918.
Скоропостижно скончалась 30 сентября 1918, по официальной версии — от гриппа («испанка»).

## Личная жизнь
Была замужем за Владимиром Бонч-Бруевичем. Дочь — Елена Владимировна Бонч-Бруевич.

## Память
С 1920 года её имя носит одна из старейших библиотек России Ростовская областная детская библиотека.

## Печатные и научные труды
- «Швейцария, швейцарские горы, швейцарские города и деревни» (1898, переиздана несколько раз)
- «Друг детей. Рассказ о замечательном швейцарском учителе Генрихе Песталоцци» (1899, позже ряд переизданий)
- «Очерки истории инквизиции» (1906)
- «Вильгельм Вейтлинг. Биографич. очерк» (1908, ряд переизданий)
- «Систематический указатель для составления социалистических библиотек» (1918)
- «Жизнь и деятельность Луи Огюста Бланки» (1920, три переиздания)
- «В голодный год с Львом Толстым»
- Сборник революционных песен и стихотворений «Перед рассветом», изданный партией в 1905 г. в Женеве
- сборник «Песни революции» (пять изданий)
- Переводы отдельных работ Маркса, Энгельса, Геда, Лафарга, Каутского, Лютгенау, романов и рассказов В. Поленца, А. Франса, П. Роззегера.